# Euthotorax ornatus
Euthotorax ornatus är en skalbaggsart som först beskrevs av Thomas Casey 1906.  Euthotorax ornatus ingår i släktet Euthotorax och familjen kortvingar. Inga underarter finns listade i Catalogue of Life.